# Campo vulcânico poligenético
Um campo vulcânico poligenético é um grupo de vulcões poligenéticos, cada um dos quais erupciona repetidamente, em contraste com campos vulcânicos monogenéticos, em que cada um dos vulcões entra em erupção apenas uma vez. Campos vulcânicos poligênicos geralmente ocorrem onde há uma câmara magmática de alto nível. Esses campos vulcânicos podem mostrar descontinuidades litológicas devido a grandes mudanças na química do magma, eventos vulcanotectônicos ou longos intervalos de erosão, e podem durar mais de 10 milhões de anos.
Ao contrário dos vulcões monogenéticos, os vulcões poligenéticos alcançam tamanhos enormes, como o Mauna Loa, que é o maior vulcão ativo do mundo.
Vulcões poligenéticos incluem estratovulcões, vulcões complexos, vulcões somma, vulcões em escudo e caldeiras vulcânicas.